# Ardisia esculenta
Ardisia esculenta är en viveväxtart som beskrevs av Hipólito Ruiz López, Amp; Pav. och A. Dc. Ardisia esculenta ingår i släktet Ardisia och familjen viveväxter. Inga underarter finns listade i Catalogue of Life.